# Neptis primigenia
Neptis primigenia är en fjärilsart som beskrevs av Ruggero Verity och Querci 1924. Neptis primigenia ingår i släktet Neptis och familjen praktfjärilar. Inga underarter finns listade i Catalogue of Life.